# Női nemi szervek

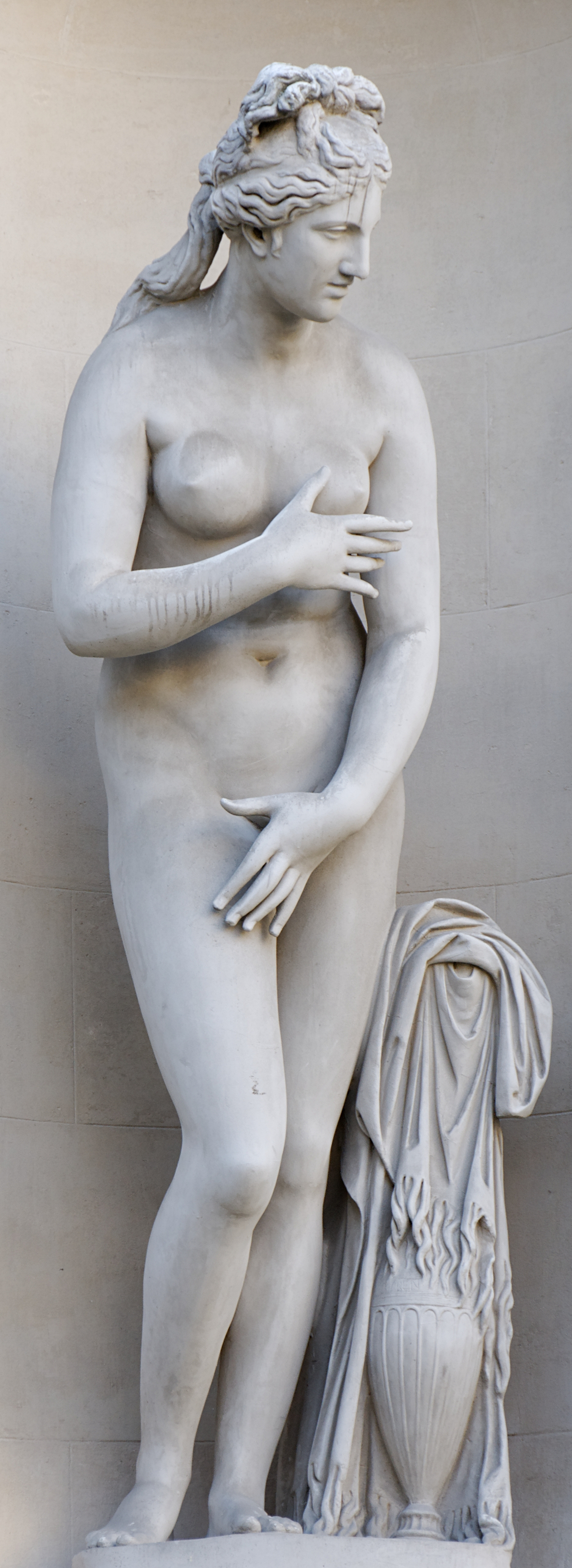
Venus Pudica - A művészettörténetben Szégyenlős Vénusznak vagy Szemérmes Vénusznak nevezett szobortípus

A női nemi szervek a nők szaporító szervei, melyek két csoportba sorolhatók. Léteznek külső és belső nemi szervek. Előbbihez a szeméremdomb, a kis- és nagyajkak, a hüvely, a Bartholin-mirigyek és a csikló tartoznak, míg a másik csoportba a méh, a méhkürtök vagy petevezetékek, és a petefészkek tartoznak.

## Külső nemi szervek

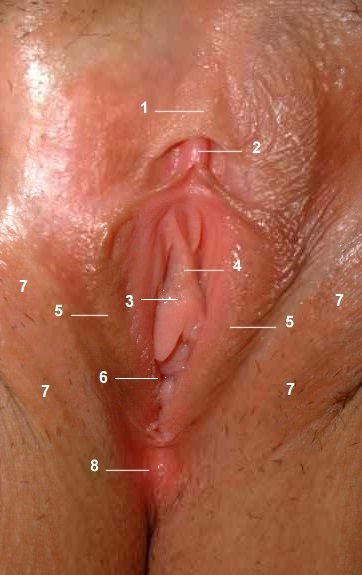
Női nemi szerv
1. a csikló fitymája; 2. a csikló makkja; 3. húgycső nyílása; 4. hüvelytornác; 5. kis szeméremajak; 6. hüvelybemenet; 7. (borotvált) nagy szeméremajak; 8. gát

### Szeméremdomb
A szeméremdomb zsírpárnája a nemi éréskor (a serdülőkorban) nyeri el végső kidomborodó, kiemelkedő alakját és jelenik meg a szőrzet is. A női nemi szőrzet felfelé éles határral végződik a szeméremdomb felett.

### Szeméremajkak
A szőrzet kétoldalt kiterjed a nagy szeméremajkakra is. Ez alatt kissé beljebb húzódnak a finomabb bőrredőkből álló kis szeméremajkak. A nagy- és a kisajkak közötti redőben faggyúmirigyek nyílásai találhatók, amelyek ide ürítik a jellegzetes szagú váladékukat.
A nagy szeméremajkak mögötti, a hüvely és a végbélnyílás közötti területet gátnak nevezzük. A gát bőre alatt található izomzat a hasüreg lefelé gyakorolt nyomását fogja fel, ezért fontos szerepet tölt be.
A kis szeméremajkak között nyílik a hüvely külső nyílása. Ennek bemeneti részébe (ún. hüvelytornácba) nyílnak a Bartholin-mirigyek kivezető csövei, melyek a hüvely síkosságát biztosítják. A hüvelybemenetben foglal helyet a rugalmas rostokban gazdag, bőven erezett, kötőszövetből álló lemez, a szűzhártya (hymen). Ennek alakja és nagysága rendkívül változó, s az első közösülés alkalmával általában kisebb-nagyobb vérzés kíséretében több helyen bereped. Előfordulhat az is, hogy vérzés nélkül kitágul, tehát a vérzés hiánya nem bizonyítja, hogy a nő nem volt szűz a nemi érintkezés előtt.
Rendszeres nemi életet élő nőknél, de még inkább többször szültek esetében a szűzhártyának csak a heges maradványai jelzik régi helyét.

### Hüvely
A hüvely (vagina) 6-8-10 cm hosszú, nyálkahártyával bélelt, simaizomzattal körülvett rugalmas cső. A cső falai összefekszenek és a nyálkahártyán sajátos baktériumok tejsavat termelnek, amely védelmet nyújt más baktériumok elszaporodása ellen.
A hüvely élettani feladata többszörös:
1. Szeretkezés alkalmával magába fogadja a megmerevedett hímvesszőt és a hüvelyben ritmikusan mozgó hímvessző a hüvelyfal dörzsölő hatására váltja ki a gerincvelői központban a magömlés ingerét.
2. A hüvelyen keresztül ürül ki menstruációkor a lelökődött méhnyálkahártya és a vér.
3. A megnyúló és kitáguló méhszájon, majd a hüvelyen áthaladva születik meg a magzat.

A hüvely felső végén foglal helyet a méhnyak, a középen lévő méhszájjal. A hüvely redői a méhnyak előtt és mögött is egy-egy boltozatot képeznek. 
Közösüléskor a kilövellő ondó egy része részben ezekbe a boltozatokba, részben pedig közvetlenül a méhszájba kerül.

### Csikló
A csikló a hüvelybemenet előtt foglal helyet, ahol a kis ajkak felül találkoznak. Benne barlangos testek találhatóak, amelyek nemi izgalom hatására vérrel telítődnek, és csiklómerevedést okoznak. A csikló ilyenkor eredeti nagyságának akár ötszörösére is megnövekedhet. Magát a csiklót és a kisajkak felső részét nemi izgalmi zónának is szokás nevezni. A nők szexuális izgalmi állapotát ennek a területnek az érintése fokozza. A csikló alatt közvetlenül a húgycső nyílása lelhető fel.
Korábban azt gondolták, hogy a csikló több ezer idegvégződést tartalmaz, de a legújabb kutatások pontos mérései szerint már tudjuk, hogy a számuk eléri a tízezret.

## Belső nemi szervek

### Méh
A méh lapított, körte alakú, kb. 10–11 cm hosszú szerv. A húgyhólyag és a végbél között helyezkedik el, mindenkori helyzete éppen ezért a hólyag és a végbél teltségi állapotától is függ. A méh teste, melyet a hashártya borít, elöl ráhajlik a hólyagra, hátul pedig a végbéllel érintkezik. Ezért tapintható ki nemcsak a hüvelyen, hanem a végbélnyíláson keresztül is. A méhtest falát hosszanti, körkörös és hálózatos összefonódó izmok alkotják. A méh izomzatába rugalmas kötőszöveti szalagok nyúlnak, amelyek a méhet a medence falához rögzítik. A méh üregét csillószőrrel borított hámsejtek bélelik. A méhszáj, nem szült hölgyeknél kerek, tölcsér alakú, szülés után harántrés alakúvá válik. A hüvely felső végében lévő nyílását nyákcsap zárja el a hüvelyben élősködő baktériumok behatolásával szemben. A háromszög alakú méhüregből nyílik kétoldalt a petevezeték vagy méhkürt. Ennek fala hosszanti és körkörös simaizomzatból áll, belsejében pedig - a méhnyálkahártyához hasonlóan - csillószőrös hámsejtek vannak. A petevezeték másik végén öbölszerűen kitágul, és e tágulás körül kendőrojtokhoz hasonló képződmények vannak. Ezek a rojtok ráborulnak félkörívben a petefészekre. Feladatuk az, hogy a megtermékenyítendő, vagy a helyben megtermékenyített petesejtet vándorútjára elindítsák, irányítsák a petevezetéken át a méhbe. A petesejt megtermékenyítése leggyakrabban a petevezető petefészki végén lévő tágulatban következik be.

### Petefészek
A petefészek páros szerv, a méh két oldalából nyíló petevezetékek végén található mandula nagyságú képződmények. A méh falához és a hashártyához is szalagok rögzítik. A petefészek állományában kötőszövetbe ágyazva különböző érettségű tüszők láthatók. Ezek a tüszők termelik érésük során a tüszőhormont, majd a petesejt kiszabadulása után a sárgatest hormont. Ha a petesejt megtermékenyült, a terhesség során termelt sárgatest-hormon biztosítja a megtermékenyült pete méhen belüli beágyazódását és életképességét. Ha nem, akkora méhfal nyálkahártyájának funkcionális rétege leválik és távozik a szervezetből. Lásd: menstruáció.
Egy-egy petefészekben több százezer tüsző van, amelyek közül havonta általában csak egy érik, és reped meg. Ez a peteérés (ovuláció). Minthogy a nő termékenységi időszaka általában 12 éves kortól maximum 45–50 éves korig terjed, a több százezer tüsző többszörös biztosítékot jelent, hiszen az említett – ún. generációs – szakaszban mindössze 400–500 tüszőre volna szükség.

## Emlők

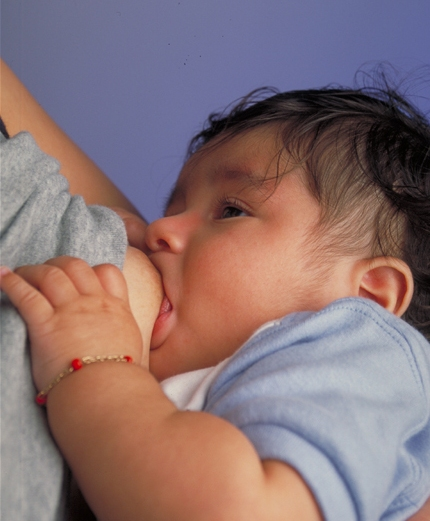
Emlőből táplálkozó kisded (a szoptatás a csecsemők táplálásának biológiai módja)

Bár az emlők (mellek) helyileg távol fekszenek a nemzőszervektől, mégis azokhoz tartoznak, részben azért, mert a terhességgel kapcsolatos hormonok szabályozzák a tejelválasztást, részben pedig azért, mert beidegződésük szoros kapcsolatban van a nemi ingerlékenységgel. A női emlők alakja, nagysága, felépítése egyénenként különbözik. A még nem szült nők melle feszesebb, keményebb, és kevesebb mirigyet tartalmaz mint azoké, akik már szültek. Terhesség alatt a tejtermelő mirigyek mennyisége megszaporodik, a mellbimbó kiemelkedik, henger alakúvá válik és a bimbó udvara megbarnul. Egyes nők melle a menstruáció alkalmával is duzzadttá vagy érzékennyé válhat.
A mell formáját, nagyságát gyógyszerrel nem, de plasztikai műtéttel viszonylag könnyen meg lehet változtatni. A kis mellel rendelkezőknél is megnagyobbodnak a mellek, és ebből a növekedésből valami megmarad a terhesség után is.